# Karate (gruppo musicale)
I Karate sono un gruppo musicale rock statunitense formatosi a Boston, Massachusetts nel 1993, dall'incontro del cantante e chitarrista Geoff Farina, vera anima del gruppo, con il bassista Eamonn Vitt e il batterista Gavin McCarthy. Nel 1995 il trio diventerà un quartetto con l'arrivo del nuovo bassista Jeff Goddard.
Il gruppo era caratterizzato dall'amore per l'improvvisazione e per il rock classico, rendendone difficile la classificazione che risulta essere una fusione tra indie rock, punk, jazz e post-rock.

## Storia
Il gruppo si è sciolto nel luglio del 2005, contando 6 album in studio e quasi 700 concerti in 20 nazioni, a causa dei problemi all'udito di Farina, che non era più in grado di sopportare il rumore sul palco. L'ultimo show è stato a Roma, Italia il 10 luglio del 2005.
Il perfezionismo e l'attenzione per i dettagli dei Karate sono ben noti nella panorama musicale. Il loro comportamento compulsivo si è manifestato anche nel dare il nome al loro ultimo album, il quale fu originariamente intitolato "594" poiché pensavano sarebbe coinciso con il loro 594º show. Quando Gavin scoprì un volantino di uno show precedente che era stato in qualche modo dimenticato, il gruppo cambiò il titolo in "595". Infine, nel 2007, i membri del gruppo, decisero di pubblicare l'album live 595.
Spesso i Karate ricevevano registrazioni live delle loro performance (principalmente dai tecnici del suono). Ciò accadde anche dopo il loro show del 5 maggio a Stuk, Lovanio, Belgio. I Karate furono così sorpresi dalla qualità della registrazione che decisero di pubblicare questa "postumo" 595º live.
Nel 2022 i Karate si riuniscono per un tour che, dopo due date negli States (Boston e Chicago), arriva in Europa: prima data il 31/07/2022 a Bologna.

## Formazione
- Geoff Farina - voce e chitarra (1993-2005)
- Gavin McCarthy - batteria (1993-2005)
- Eamonn Vitt - basso e chitarra (1993-1997)
- Jeff Goddard - basso (1995-2005)

## Discografia
Album in studio
- 1995 - Karate
- 1997 - In Place of Real Insight
- 1998 - The Bed Is in the Ocean
- 2000 - Unsolved
- 2002 - Some Boots
- 2004 - Pockets
- 2005 - In the Fishtank 12
- 2024 - Make It Fit

EP
- 1995 - Death Kit
- 1998 - Operation: Sand/Empty There
- 2002 - Cancel/Sing
- 2024 - Around The Dial

Split
- 1995 - Cherry Coke (con i The Crowhate Ruin)
- 1995 - The Schwinn (con i The Lune)

Live
- 2003 - Concerto Al Barchessone Vecchio
- 2007 - 595 (live)

Raccolte
- 2022 - Time Expired